# Los Hermanos (Inselgruppe)
Los Hermanos (spanisch Islas Los Hermanos, deutsch „Die Brüder“) ist eine Gruppe kleiner Inseln im Karibischen Meer, etwa 175 km nördlich der Küste von Venezuela, rund 80 km nördlich der Isla Margarita sowie 12,4 km östlich von La Blanquilla gelegen. Geographisch gehören die Inseln zu den Inseln unter dem Winde, administrativ zu den Dependencias Federales (Bundesterritorien).
Die Inselgruppe besteht aus sechs kleinen, kargen Inseln sowie zwei Felseilanden, die sich über eine Länge von 14 km erstrecken. Zu Los Hermanos gehören (von Nord nach Süd), mit historischen Bezeichnungen:
- Isla La Orquilla: 0,45 km² La  Horquilla (Jueves)
- Islote El Rajao 0,03 km²
- Isla Los Morochos: 0,27 km² Los Morochos (Sábado y Viernes)
- Islote Papelón: 0,05 km²
- Isla Grueso: 0,68 km² Morro de afuera o grueso (Domingo)
- Isla Pico (Isla Pando): 0,41 km² Morro Pando o Isla del Pico  (Miércoles)
- Isla Fondeadero: 0,31 km² Morro El Fondeadero (Martes)
- Isla Chiquito: 0,02 km² Morro Chiquito (Lunes)

Die Inseln weisen zusammen eine Landfläche von 2,12 km² auf.